# Eurhynchiastrum pulchellum
Eurhynchiastrum pulchellum là một loài Rêu trong họ Brachytheciaceae. Loài này được (Hedw.) Ignatov & Huttunen mô tả khoa học đầu tiên năm 2002.